# Estados-membros da Comunidade dos Países de Língua Portuguesa

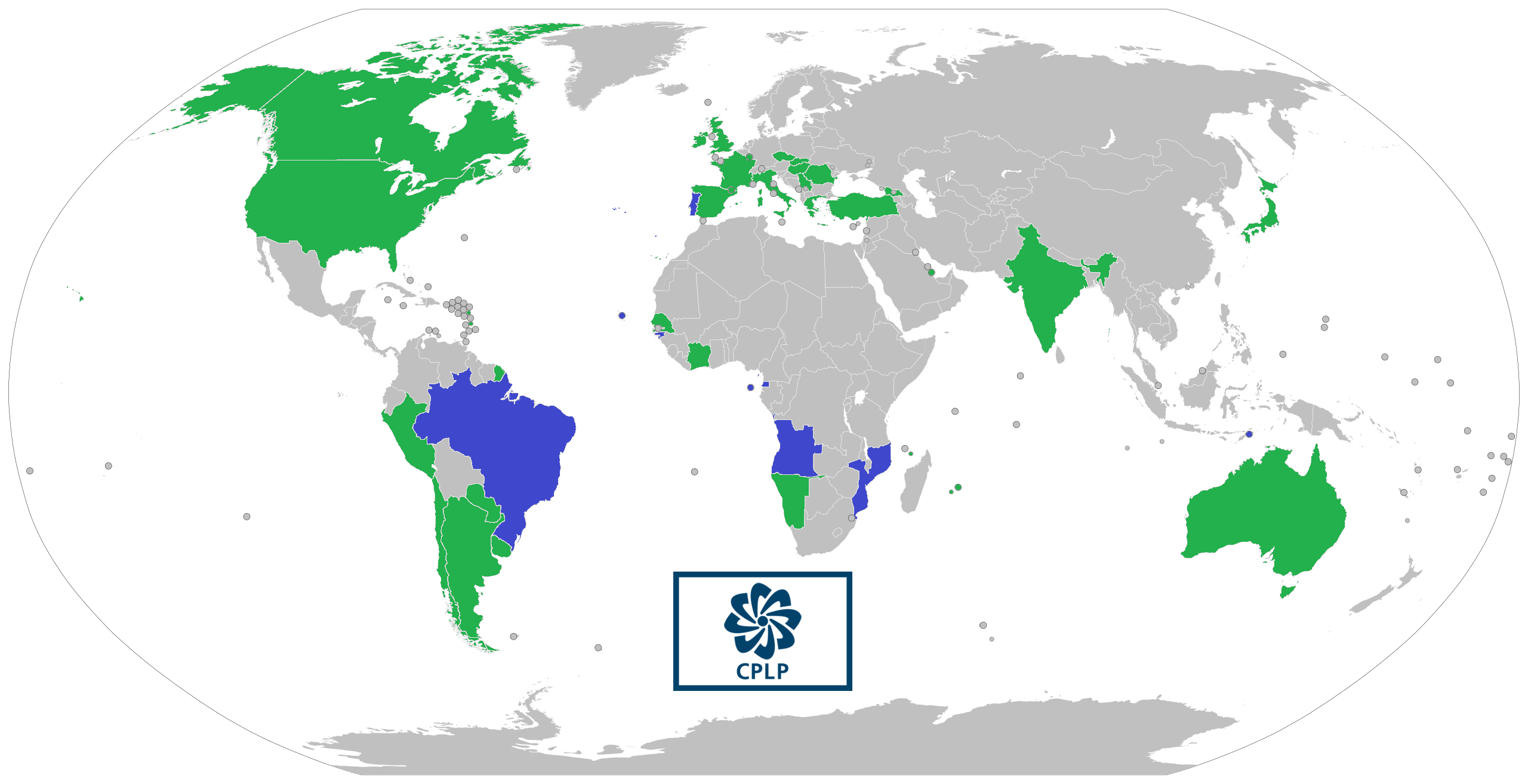
Mapa dos países membros (azul) e observadores associados (verde) da CPLP

A Comunidade dos Países de Língua Portuguesa (CPLP) tem nove Estados membros. Todos têm o português como língua oficial; Timor-Leste tem uma segunda língua oficial (tétum) e a Guiné Equatorial tem outras duas línguas oficiais (espanhol e francês).
Em 2005, o Conselho de Ministros da CPLP durante uma reunião em Luanda adotou o estatuto de observador associado para não-membros para promover uma melhor cooperação internacional para alcançar os objetivos da Comunidade e atualmente 30 Estados e cinco organizações tem esse estatuto.

## Lista

### Estados membros
| País                | Estatuto | Entrada em | Língua oficial                | Continente     | População   |
| ------------------- | -------- | ---------- | ----------------------------- | -------------- | ----------- |
| Angola              | Membro   | 1996       | Português                     | África         | 25 800 000  |
| Brasil              | Membro   | 1996       | Português                     | América do Sul | 205 823 665 |
| Cabo Verde          | Membro   | 1996       | Português                     | África         | 553 432     |
| Guiné-Bissau        | Membro   | 1996       | Português                     | África         | 1 759 159   |
| Moçambique          | Membro   | 1996       | Português                     | África         | 25 930 150  |
| Portugal            | Membro   | 1996       | Português                     | Europa         | 10 833 816  |
| São Tomé e Príncipe | Membro   | 1996       | Português                     | África         | 197 541     |
| Timor-Leste         | Membro   | 2002       | Português e tétum             | Ásia           | 1 261 072   |
| Guiné Equatorial    | Membro   | 2014       | Português, espanhol e francês | África         | 759 451     |

### Observadores associados
| País            | Estatuto             | Entrada em | Língua oficial                 | Continente       | População     |
| --------------- | -------------------- | ---------- | ------------------------------ | ---------------- | ------------- |
| Maurício        | Observador associado | 2006       | Inglês e francês (de facto)    | África           | 1 348 242     |
| Senegal         | Observador associado | 2008       | Francês                        | África           | 14 320 055    |
| Geórgia         | Observador associado | 2014       | Georgiano                      | Europa           | 4 928 052     |
| Japão           | Observador associado | 2014       | Japonês                        | Ásia             | 126 702 133   |
| Namíbia         | Observador associado | 2014       | Inglês                         | África           | 2 436 469     |
| Turquia         | Observador associado | 2014       | Turco                          | Ásia e Europa    | 80 274 604    |
| Eslováquia      | Observador associado | 2016       | Eslovaco                       | Europa           | 5 445 802     |
| Hungria         | Observador associado | 2016       | Húngaro                        | Europa           | 9 874 784     |
| Tchéquia        | Observador associado | 2016       | Tcheco                         | Europa           | 10 644 842    |
| Uruguai         | Observador associado | 2016       | Espanhol (de facto)            | América do Sul   | 3 351 016     |
| Andorra         | Observador associado | 2018       | Catalão                        | Europa           | 76 965        |
| Argentina       | Observador associado | 2018       | Espanhol (de facto)            | América do Sul   | 44 494 502    |
| Chile           | Observador associado | 2018       | Espanhol (de facto)            | América do Sul   | 17 574 003    |
| França          | Observador associado | 2018       | Francês                        | Europa           | 67 186 638    |
| Itália          | Observador associado | 2018       | Italiano                       | Europa           | 60 497 174    |
| Luxemburgo      | Observador associado | 2018       | Luxemburguês, alemão e francês | Europa           | 602 005       |
| Reino Unido     | Observador associado | 2018       | Inglês                         | Europa           | 66 040 229    |
| Sérvia          | Observador associado | 2018       | Sérvio                         | Europa           | 7 040 272     |
| Canadá          | Observador associado | 2021       | Inglês e francês               | América do Norte | 38 048 738    |
| Catar           | Observador associado | 2021       | Árabe                          | Ásia             | 2 795 484     |
| Costa do Marfim | Observador associado | 2021       | Francês                        | África           | 26 378 274    |
| Espanha         | Observador associado | 2021       | Espanhol                       | Europa           | 47 450 795    |
| Estados Unidos  | Observador associado | 2021       | Inglês (de facto)              | América do Norte | 331 449 281   |
| Grécia          | Observador associado | 2021       | Grego                          | Europa           | 10 718 565    |
| Índia           | Observador associado | 2021       | Hindi e inglês                 | Ásia             | 1 352 642 280 |
| Irlanda         | Observador associado | 2021       | Inglês e irlandês              | Europa           | 4 977 400     |
| Peru            | Observador associado | 2021       | Espanhol                       | América do Sul   | 32 824 358    |
| Romênia         | Observador associado | 2021       | Romeno                         | Europa           | 19 317 984    |
| Paraguai        | Observador associado | 2023       | Espanhol e guarani             | América do Sul   | 6 780 744     |
| Austrália       | Observador associado | 2025       | Inglês (de facto)              | Oceania          | 27 195 388    |

### Organizações
| Organização                                   | Estatuto             | Entrada em | Língua oficial       |
| --------------------------------------------- | -------------------- | ---------- | -------------------- |
| Organização dos Estados Ibero-americanos      | Observador associado | 2018       | Português e espanhol |
| Conferência Ibero-americana                   | Observador associado | 2021       | Português e espanhol |
| G7+                                           | Observador associado | 2021       |                      |
| Organização Europeia de Direito Público       | Observador associado | 2021       |                      |
| Associação Internacional de Seguridade Social | Observador associado | 2025       |                      |

## Países, territórios e organizações oficialmente interessados

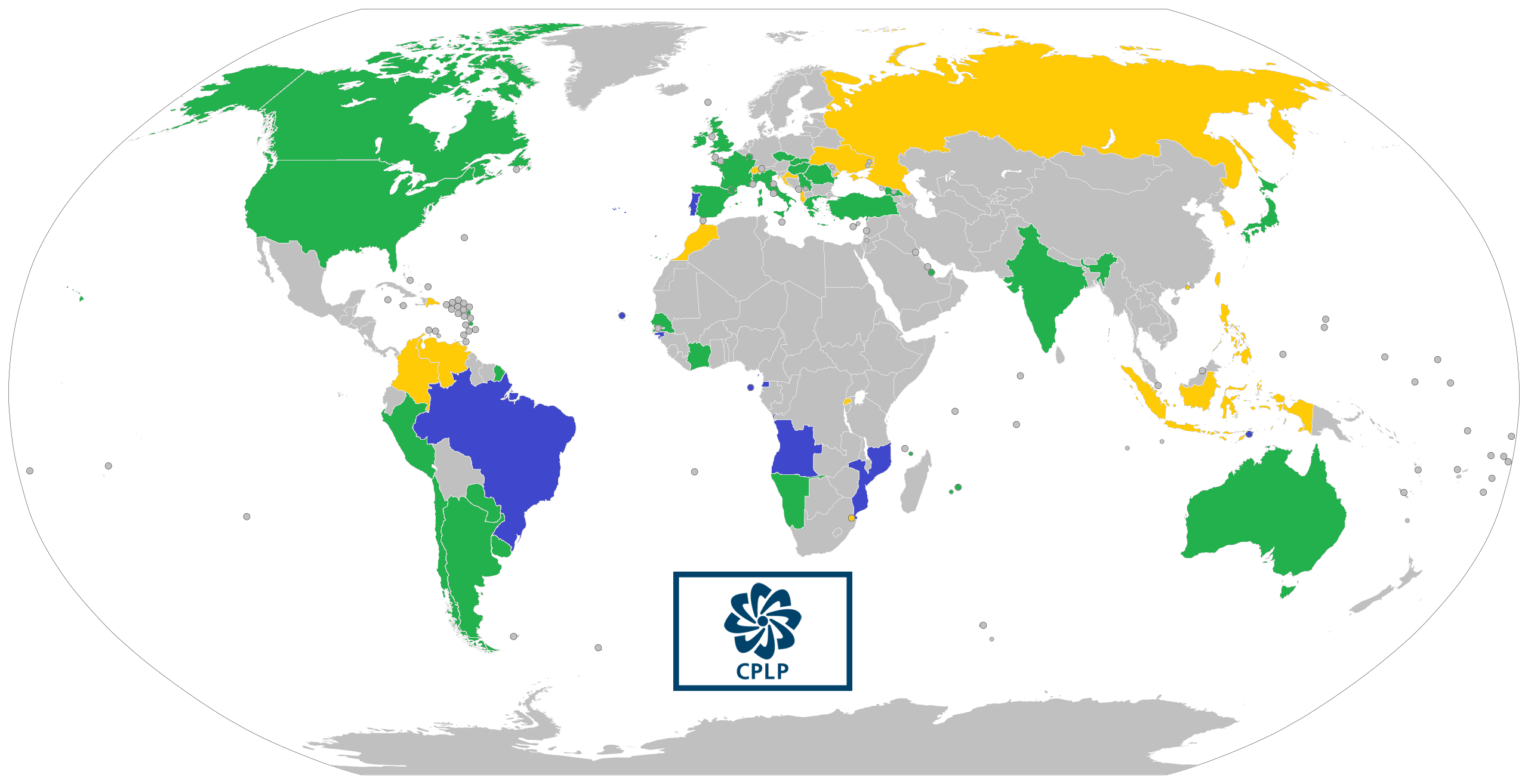
Mapa dos países membros, observadores e interessados da CPLP

### Países
| País                 | Estatuto de interesse | Língua oficial                         | Continente      | População   | Possível data de discussão                                                                                   | Notas |
| -------------------- | --------------------- | -------------------------------------- | --------------- | ----------- | --- | --- |
| Albânia              | Observador associado  | Albanês                                | Europa          | 2 986 952   | O governo albanês já manifestou o interesse                                                                  | |
| Colômbia             | Observador associado  | Espanhol                               | América do Sul  | 50 372 424  | Em negociação                                                                                                | |
| Coreia do Sul        | Observador associado  | Coreano                                | Ásia            | 51 446 201  | O governo sul-coreano já manifestou o interesse                                                              | |
| Croácia              | Observador associado  | Croata                                 | Europa          | 4 453 500   | Inicialmente previsto para 2012, durante a IX Cimeira da CPLP. Porém, a adesão ainda não foi concretizada.   | |
| Essuatíni            | Observador associado  | Inglês e suázi                         | África          | 1 185 000   | Em negociação                                                                                                | Faz fronteira com Moçambique com o qual tem laços econômicos. |
| Filipinas            | Observador associado  | Filipino e inglês                      | Ásia            | 90 500 000  | Inicialmente previsto para 2010, durante a VIII Cimeira da CPLP. Porém, a adesão ainda não foi concretizada. | Laços históricos com a expedição de Fernão de Magalhães. |
| Indonésia            | Observador associado  | Indonésio                              | Ásia            | 237 512 352 | Em negociação                                                                                                | Portugal foi a grande potência colonizadora da Indonésia até a hegemonia neerlandesa (ver Portugueses na Indonésia). Além disso, o país ocupou o Timor Leste entre 1975 e 2002 (ver Ocupação indonésia de Timor-Leste). |
| Marrocos             | Observador associado  | Árabe                                  | África          | 33 757 175  | Em negociação                                                                                                | Algumas áreas do Marrocos foi colonizados por Portugal, e a proximidade da Ilha da Madeira e também no relacionamento com as lutas independentistas na África, assim como a sua união gastronômica com Portugal.        |
| República Dominicana | Observador associado  | Espanhol                               | América Central | 9 378 818   | Em negociação                                                                                                | |
| Ruanda               | Observador associado  | Quiniaruanda, francês, inglês e suaíli | África          | 12 955 736  | Em negociação                                                                                                | |
| Rússia               | Observador associado  | Russo                                  | Europa e Ásia   | 146 801 931 | O governo russo já manifestou o interesse.                                                                   | |
| Ucrânia              | Observador associado  | Ucraniano                              | Europa          | 46 372 700  | Inicialmente previsto para 2012, durante a IX Cimeira da CPLP. Porém, a adesão ainda não foi concretizada.   | Tem fluxos migratórios com Portugal. |
| Venezuela            | Observador associado  | Espanhol                               | América do Sul  | 26 814 843  | Inicialmente previsto para 2012, durante a IX Cimeira da CPLP. Porém, a adesão ainda não foi concretizada.   | Grande número de expatriados portugueses e vizinhança com o Brasil. |

### Territórios dependentes
| Território                   | Estatuto de interesse          | Língua oficial                | Continente | População  | Estatuto legal | Possível data de discussão                                 | Notas |
| ---------------------------- | ------------------------------ | ----------------------------- | ---------- | ---------- | --- | ---------------------------------------------------------- | --- |
| Macau                        | Membro ou observador associado | Português e chinês (cantonês) | Ásia       | 520 400    | Região administrativa especial da República Popular da China | Dependente da aprovação do governo popular chinês.         | Território da República Popular da China, anteriormente sob administração portuguesa e tem o português como uma das línguas oficiais.           |
| Malaca                       | Observador associado           | Malaio                        | Ásia       | 733 000    | Estado da Malásia | Dependente da aprovação do governo malaio.                 | Colônia portuguesa durante mais de um século, uma pequena parte da população é de ascendência portuguesa e falam um crioulo português (cristã). |
| República da China em Taiwan | Observador associado           | Mandarim                      | Ásia       | 23 037 031 | Reivindicada como uma província da República Popular da China. A República da China em Taiwan não renunciou às suas reivindicações sobre a China continental e é reconhecida como governo legítimo da China por 23 Estados incluindo a Santa Sé. | O governo da República da China já manifestou o interesse. | |

### Organizações
| Secretaria Geral Ibero-Americana                     | Observador associado | Português e espanhol       | Inicialmente, previsto para 2021, durante a XIII Cimeira da CPLP. |
| Conferência de Haia de Direito Internacional Privado | Observador associado | Inglês, francês e espanhol | Previsto para 2027, durante a XVIII Cimeira da CPLP.              |

### Observadores consultivos
A CPLP tem também observadores consultivos, que são as entidades e organizações civis listadas abaixo.
| País/Região         | Observadores consultivos |
| ------------------- | --- |
| Angola              | - Fundação Agostinho Neto - Fundação Eduardo dos Santos - Liga Africana - Organização Angolana de Incentivos ao Investimento Privado no Setor da Cultura (PRO-CULT Angola) |
| Brasil              | - Academia Brasileira de Letras - Centro Brasileiro de Pesquisa em Avaliação e Seleção e de Promoção de Eventos (Cebraspe) - Conselho Nacional de Secretários de Saúde dos Estados Brasileiros - Comissão InterPaíses/Países de Língua Oficial Portuguesa (Fundação Rotarianos São Paulo) - Fundação Oswaldo Cruz - Fundação Observatório do Livro e da Leitura (FOLL) - Fundação Roberto Marinho - Instituto Histórico e Geográfico Brasileiro - Real Gabinete Português de Leitura - Sociedade Brasileira de Administração Pública (SBAP) - Universidade Estadual de Campinas - Universidade Federal da Bahia - Universidade Federal do Rio de Janeiro - Universidade Federal de Pernambuco - Universidade da Integração Internacional da Lusofonia Afro-Brasileira |
| Cabo Verde          | - Fundação Amílcar Cabral - Fundação Carlos Albertino Veiga |
| Galiza              | - Academia Galega da Língua Portuguesa - Docentes de Português na Galiza - Associação Galega da Língua |
| Macau               | - Instituto Internacional de Macau |
| Portugal            | - Academia das Ciências de Lisboa (ACL) - Assistência Médica Internacional - Associação Abraço (Associação de Apoio a Pessoas com VIH/SIDA) - Associação das Misericórdias de Portugal - Associação dos Ex-Deputados da Assembleia da República Portuguesa - Associação Lusófona de Direito da Saúde (ALDIS) - Associação "Mares Navegados" - Centro de Conciliação e Mediação de Conflitos - Concórdia - Centro de Estudos Sociais (Universidade de Coimbra) - Círculo de Reflexão Lusófona - Faculdade de Direito da Universidade de Lisboa - Federação Portuguesa de Futebol (FPF) - Fórum da Gestão do Ensino Superior nos Países e Regiões de Língua Portuguesa (FORGES) - Fundação Bial - Fundação Calouste Gulbenkian - Fundação Champalimaud - Fundação D. Manuel II - Fundação Luso-Americana para o Desenvolvimento - Fundação Luso-Brasileira para o Desenvolvimento do Mundo de Língua Portuguesa - Fundação Mário Soares - Fundação Oriente - Fundação para a Divulgação das Tecnologias de Informação - Fundação para o Desenvolvimento da Comunidade - Fundação Portugal-África - Instituto de Higiene e Medicina Tropical - Médicos do Mundo - ONGD - Plataforma Portuguesa - Organização Paramédicos de Catástrofe Internacional - Sociedade de Geografia de Lisboa - Universidade Autónoma de Lisboa “Luís de Camões” (UAL) - União das Misericórdias Portuguesas - União das Mutualidades Portuguesas - União dos Físicos dos Países de Língua Portuguesa (UFPLP) - Universidade Lusófona de Humanidades e Tecnologias |
| São Tomé e Príncipe | - Associação de Mulheres de São Tomé e Príncipe em Portugal (Mén Non) - Fundação Novo Futuro |
| CPLP                | - ACTUAR - Associação para a Cooperação e o Desenvolvimento - Associação das Universidades de Língua Portuguesa - Associação dos Comités Olímpicos de Língua Oficial Portuguesa - Associação dos Portos de Língua oficial Portuguesa - Associação Saúde em Português - Alimenta CPLP! - Comunidade Médica de Língua Portuguesa - Comunidade Sindical dos Países de Língua Portuguesa - Confederação da Publicidade dos Países de Língua Portuguesa - Conselho Empresarial da CPLP - Conselho Internacional dos Arquitetos de Língua Portuguesa - Fórum da Juventude da CPLP - Fórum das Sociedades Nacionais da Cruz Vermelha de Língua Portuguesa - Instituto Marquês de Valle Flôr - Observatório da Língua Portuguesa - Saúde em Português - União dos Advogados de Língua Portuguesa - União Internacional de Juízes de Língua Portuguesa |